# Szigetszentmiklósi Ádám Jenő Általános Iskola és Alapfokú Művészeti Iskola
A Szigetszentmiklósi Ádám Jenő Általános Iskola és Alapfokú Művészeti Iskola (rövidítése: ÁJTI) a Pest vármegyei Szigetszentmiklós iskolája. Névadója Ádám Jenő magyar zeneszerző. Az iskola jogilag 1955-ben kezdte meg működését a lakótelepen. 2011 szeptemberében olvadt az iskolába a szigetszentmiklósi művészeti képzés 3 művészeti ága a Miklósi Alapfokú Művészetoktatási Intézmény (OM: 200541) beolvadásával. 2014 óta új székhelyépületben folytatta működését. 2017 nyarán a lakótelepi iskola önálló iskola lett, és a 2014-ben épült iskola a vele egy feladatellátási helyen működő zeneiskolával (Ádám Jenő Zeneiskola Alapfokú Művészeti Iskola (OM: 040036)) összeolvadt, így tehát elmondható, hogy három iskola összeolvadásából alakult ki az intézmény jelenlegi formája.

## Az intézmény adatai
- Az intézmény neve: Szigetszentmiklósi Ádám Jenő Általános Iskola és Alapfokú Művészeti Iskola
- Az intézmény székhelye: 2310 Szigetszentmiklós Szebeni út 81. (12505 hrsz.)

## Az iskola története
Az általános Iskola 1955-ben átadott 12 tantermes épületben kezdte meg a működését a József Attila lakótelepen Réti Béla igazgató vezetésével. Az iskola 1995-ben vette fel József Attila nevét. 2011. szeptember 1-jén az iskola többcélú intézménnyé alakult, és felvette a József Attila Általános Iskola és Alapfokú Művészetoktatási Intézmény nevet. Jogelődjét, a Miklósi Alapfokú Művészetoktatási Intézményt 2004-ben hozta létre a Művészeti Tanoda Alapítvány. 2011. szeptember 1-jén az intézmény beolvadt az iskolába. 2014. szeptember 1-jétől az iskola új székhelyépületben működik. 2017-ben újabb intézményi átszervezés következett be, melynek során a tagintézmény kivált, és az új épületben összevonásra került a művészeti képzés a szigetszentmiklósi zeneiskolával, mely névváltozás is követett. Az Ádám Jenő Zeneiskola 1991. szeptember 1-jén alakult meg önálló intézményként, korábban a ráckevei zeneiskola egyik kihelyezett tagozata volt.1991 májusában vette fel az intézmény Ádám Jenő –Szigetszentmiklós egykori zeneművésze – nevét, melyet a összeolvadás után visel az intézmény.

## A külső kapcsolatok
Az iskola hagyományosan jó kapcsolatot tart fenn az intézmény Szigetszentmiklós minden óvodájával.
Minden októberben az első osztályos nevelők lehetővé teszik a volt nagycsoportos óvónők látogatását az osztályban. A tanítókkal való eszmecsere segíti elő a tanulók beilleszkedését az iskola életébe, valamint támpontot nyújt az óvónőknek az iskolai beszoktatás rendjéről, a tanulmányi követelményekről.
Novemberben az alsós igazgatóhelyettes előzetes tájékozódást végez a nagycsoportban. Ismerkedik a gyerekekkel és a foglalkozások módszerével. Alkotó észrevételeivel segíti az óvónők munkáját a beiskolázás előtt. Márciusban pedig végiglátogatja a nagycsoportokat, hogy segítsen az óvónőknek az iskolaérettségi döntések meghozatalában.
Májusban az első osztályosok fogadják a nagycsoportos óvodásokat, a tanító olyan foglalkozást tart, amely kedvező bepillantást ad az iskola életbe. Az utolsó óvodai szülői értekezleten igény esetén képviseli az iskolát egy alsós igazgatóhelyettes, aki segítséget nyújt a szülőknek a tanévkezdés előtti problémák megoldásában. Az iskola is szülői értekezletet tart a leendő (iskolánkba már beiratkozott) első osztályos gyermekek szüleinek.
A diákok sikeresebb továbbtanulása, eredményesebb felvételije érdekében az iskola a környező középfokú intézményekkel rendszeres kapcsolatot tart. Évente közös szakmai tanácskozást rendeznek, szülői értekezlettel és látogatási lehetőséggel segítik az iskolaválasztást. A középiskolák tanárai közreműködnek a tanulmányi versenyeken.
Jó a kapcsolatuk a katolikus és református egyházakkal, és folyamatosan tartják a kapcsolatot az iskolában hittantanítást vállaló egyéb egyházakkal is.
Rendszeres munkakapcsolatban vannak:
- a Városi Könyvtár és Közösségi Házzal („Sárga házzal”)
- a sportegyesületekkel
- a Patak Galériával
- az Amatőr Művészek Egyesületével
- a Sziget Színházzal

## Az iskola vezetői

### Általános iskola képzés
Mint a jogelőd általános iskola intézményvezetői:
- Réti Béla (1955-1956, 1957-1970)
- Juhász Antal (1956 őszétől 1957 tavaszáig)
- Mihály Szilveszterné (1970-1977)
- Sági Mihályné (1977-1993)
- Farkas Lajosné (1993-1998)
- Eszterhás Sándorné (1998-2008)
- Zilling Ibolya (2008-2021)
  - 2011 óta többcélú intézmény intézményvezetőjeként
- Pál Norbertné (2021-jelenleg)

### Alapfokú művészeti képzés
Miklósi Alapfokú Művészetoktatási Intézmény intézményvezetői:
- Lakatosné Sárkány Júlia (2004-2011)
  - 2011 óta művészeti intézményegység-vezetőként

Ádám Jenő Zeneiskola, Alapfokú Művészeti Iskola intézményvezetői: 
- Fazekas Mihályné (1991-2003)
- Regősné Nyírő Ildikó (2003-2017)

## A képzésről
8 évfolyammal működő általános iskolára meghatározott feladat, közoktatási intézmény, nevelési és oktatási feladatot lát el.
12 évfolyammal működő alapfokú művészetoktatási feladatot ellátó, művészeti nevelést és oktatási feladatot lát el.

### Az általános iskolai képzés
A székhelyépületben 3 párhuzamos osztály képzése folyik, melyek közül egy ének-zene, egy dráma irányultságú osztály. Az iskola az általános iskolai képzésben is nagy hangsúlyt fektet a művészetekre. De szülői igényeknek megfelelően sport osztály elindítására is volt példa.
Az iskolában ezenkívül hangsúlyos az erkölcsi, világnézeti, esztétikai, testi nevelés, a munkára, a humanizmusra, a hazafiságra nevelés. Kiemelt szerepet kap ezek közül a közösségfejlesztéssel kapcsolatos feladatok, tehetség és képesség kibontakoztatását segítő szakkörök. De ugyanúgy a tanulási kudarcnak kitett tanulók félzárkóztatását is fontosnak tekinti az intézmény. A sajátos nevelési igényű tanulók felzárkóztatását az együttnevelés módszerével segítik. Kiemelkedő az egészségnevelési és környezetvédelmi programja a képzésnek.

### A művészeti képzés

#### Táncművészet
Az alapfokú művészetoktatás követelménye és tantervi programja lehetőséget nyújt a tanulók mozgásműveltségének és mozgáskultúrájának sokirányú fejlesztésére, fizikai állóképességének, ügyességének, cselekvő biztonságának, ritmusérzékének, hallásának, tér- és formaérzékének fejlesztésére, gazdagítására. Egészséges életmódra, magabiztosságra, határozottságra, érzelmi nyitottságra neveli. Hozzájárul, hogy a tanulók személyisége nyitottá váljon a közösségi alkotó tevékenység és a művészetek iránt. Kibontakoztatja a tanulók kreativitását, improvizációs képességét, készségét. A program keretében folyó táncművészeti nevelés alkalmat ad a táncművészet különböző műfajai iránt érdeklődő és fogékony tanulók képességeinek fejlesztésére, biztosítja a különböző művészeti szakterületeken való jártasságok megszerzését és gyakorlását. Figyelembe veszi az életkorra jellemző fizikai és szellemi sajátosságokat, a tanulók érdeklődésére, tapasztalataira, folyamatos technikai fejlődésére építve gyarapítja ismereteiket, fejleszti képességeiket és alakítja készségeiket. Az alapfokú és továbbképző évfolyamokon képességeiktől és a szorgalmuktól függően fejleszthetik tánctechnikai, előadói műveltségüket és különféle szakirányú területeken szerezhetnek jártasságot. A táncművészeti oktatás célja, hogy felkészítse és irányítsa a tehetséges tanulókat a táncművészeti pályára, illetve az amatőr táncéletbe való bekapcsolódásra. A múlt és a jelen hagyományainak és táncművészeti értékeinek megismertetésével és megszerettetésével lehetőséget teremt a tanulók számára életkoruknak megfelelő táncművészeti kultúra és műveltség megszerzésére. Az alapfokú táncművészet oktatás általános fejlesztési követelményei:
Fejlessze a gyerekek és fiatalok mozgáskultúráját,
testi – lelki állóképességét,
kapcsolatteremtő képességét.
Neveljen egészséges, jó tartású, jó mozgású tanulókat,
táncművészetet értő közönséget,
táncot szerető fiatalokat.
Készítsen fel a szakirányú továbbtanulásra.
Az alapfokú táncművészeti oktatásnak nem célja a hivatásos és versenytáncos képzés, de célja a tehetséges tanulók pályára irányítása, valamint az amatőr táncéletbe való bekapcsolódásra ösztönzése.

#### Képző- és iparművészet
Az alapfokú művészetoktatás követelménye és tantervi programja lehetőséget nyújt az esztétikai érzékenység – nyitottság, igényesség, ízlés, erkölcsi fogékonyság – alakítása mellett a látás kiművelésére és tudatosítására, bővítve a képi műveltséget, a képi emlékezetet és képzeletet. A tervező, konstruáló, anyagformáló, eszközhasználó, tárgykészítő és környezetalakító tevékenységek gyakorlata nemcsak a kézügyességet, technikai érzékenységet fejleszti, hanem kialakítja a képességet a gondolatok, érzések, elképzelések, tapasztalatok vizuális eszközökkel való megjelenítésének gyakorlatára. A program keretében folyó vizuális nevelés alkalmat ad a képző- és iparművészeti tevékenységek iránt érdeklődő és vonzódó tanulók képességeinek fejlesztésére, biztosítja a különböző művészeti szakterületeken való jártasságok megszerzését és gyakorlását. A képzés széles körben segíti a vizuális kultúra iránt fogékony tanulók fejlődését. Figyelembe veszi az életkori sajátosságokat, a tanulók érdeklődésére, vizuális tapasztalataira építve gyarapítva ismereteiket, fejleszti képességeiket és alakítja készségeiket. Az alapfokú és továbbképző tanfolyamokon a tanulók képességeiktől és szorgalmuktól függően fejleszthetik vizuális műveltségüket és a különféle szakirányú területeken szerezhetnek jártasságot. A képző- és iparművészeti oktatás a vizuális kultúra ágait, a műfaj sajátosságait, a művészi kommunikáció megjelenítési módjait ismerteti meg a tanulókkal, miközben célja az is, hogy a múlt értékeit megszerettesse és továbbéltesse, segítsen a hagyománytisztelet megteremtésében és a tanulók életkorának megfelelő vizuális műveltség kialakításában. A képző-és iparművészeti oktatás általános fejlesztési követelményei, feladatai:
Irányítsa a tanuló figyelmét az emberi és a természeti környezet esztétikumára, szépségére.
Ismertesse meg az egyetemes emberi kultúra, az európai műveltség, a nemzeti hagyományok értékeit, az értékmegőrzés formáit.
Ismertesse meg a kommunikáció művészi formáit, a képző-és iparművészet műfaji sajátosságait.
Ösztönözze a tanulót az önkifejezés eszköztárának gazdagítására, és készítse fel a tanult művészi kifejező eszközök alkalmazására.
Készítse fel a tanulót a látvány megfigyelésére, a vizuális információk, közlemények megértésére, a képi gondolkodásra, a vizuális absztrakcióra, tapasztalat, képzelet, emlékezet utáni ábrázolására, a legfontosabb kifejezési eszközök, kompozíciós eljárások ismertetése, a kifejezési eljárások használatára, élmények, gondolatok, érzelmek vizuális kifejezésére, a képi nyelv kifejezési szándék szerinti megválasztására, a média által közvetített üzenetek befogadására, értelmezésére, a vizuális önkifejezésre, alkotásra, tanulmányok, szabadkézi vázlatok, makettek, modellek készítésére, tervezésre, konstruálásra, a kifejezési technikák, a tárgykultúra anyagainak ismeretére, eszközhasználatra, anyagalakításra, a baleset- és munkavédelmi előírások betartására, tárgykészítésre, környezetformálásra, a kézműves tevékenységek gyakorlására, a jelentés, az esztétikum felismerésére, értelmezésére, a rendeltetés- a szerkezet, a tartalom és a forma összefüggéseinek felfedezésére, a mindennapok, a természet szépségének, a művészetek, a műalkotások befogadására, a vizuális művészetek, a környezet-és tárgykultúra megismerésére, a műelemzési eljárások alkalmazására.
Tegye lehetővé a néphagyomány, a népi kultúra élményszerű megismerését. Alakítsa ki a tanulóban az esztétikum iránti igényt, az esztétikai élményképességet, az alkotó magatartást és ehhez tartozó pozitív beállítódásokat, szokásokat. Fejlessze a teremtő képzeletet és az improvizációs készséget.

#### Színművészet és bábművészet
Az alapfokú művészetoktatás keretében folyó színházi nevelés lehetőséget biztosít a színművészet iránt vonzódó tanulók képességeinek fejlesztésére, ismereteik gyarapítására, művészeti kifejező készségeik kialakítására, a művészeti szakterületen való jártasság megszerzésére és gyakorlására, figyelembe véve a tanulók érdeklődését, életkori sajátosságait, előzetes színházi-dramatikus tapasztalatait. A képzés lehetővé teszi a színművészet területén minél változatosabb dramatikus tevékenységformákban való részvételt; a színpadi megjelenítés törvényszerűségeinek megismerését; differenciált feladatokon keresztül a dramatikus technikák és a színházi konvenciók megismerését, azok széles körű alkalmazását; az alapvető színpadtechnikai eljárások megismerését; a színjáték kulturális tradícióinak megismerését; a tanulók drámával és színházzal kapcsolatos fogalmi készletének, aktív szókincsének bővítését; azt, hogy a tanulók az élet más területein elsajátított ismereteiket, készségeiket a színjátékban is alkalmazni tudják; minél több élő és felvett színházi előadás - köztük társaik által készített produkciók – megtekintését; a színházi-drámai formával való kísérletezést, továbbá a színjátéknak mint művészi kommunikációs formának megtapasztalását, azt, hogy a tanulók egyénileg és csoportosan előadást tervezhessenek, létrehozhassanak, illetve a létrejött előadást bemutathassák; a közös alkotómunka örömteli együttlétét; az önkifejezést; - az önértékelést annak érdekében, hogy a tanulók képessé váljanak saját eredményeik felismerésére, és azokat a színházi tanulmányaik során hasznosítani is tudják. Általános fejlesztési követelmények:
A színművészet területén készítse fel a tanulókat
drámai szövegek értő- színészi szempontokat figyelembe vevő - olvasására,
különböző színészi technikák tudatos alkalmazására,
színházi improvizációra,
karakterábrázolásra mozgásos, nyelvi, beszédtechnikai eszközökkel,
egyes színházi stílusoknak megfelelő színészi játékra,
különféle szerepek megformálására,
a rendezői instrukciók mentén végzett munkára,
a más művészeti ágak területéről származó ismereteinek alkalmazására a szerepalkotás során,
színházi előadások elemzésére, értékelésére
Megismerteti a tanulókkal
a színházi alapfogalmakat /szakkifejezéseket,
a drámai/színházi konvenciókat, azok alkalmazását,
a legfontosabb történeti és/vagy kortárs színházi stílusokat,
a színházi műfajokat,
a szöveg- és előadás-elemzés szempontjait,
a színészi játék alapvető iskoláit,
a színészi alkotómunka fázisait, főbb összetevőit,
a színház jelenkori közösségi, társadalmi szerepét,
napjaink színházi struktúráját.

## Az iskola épülete és berendezései
A jelenlegi teremlétszám elegendő valamennyi tanulócsoport nyugodt körülmények között való tanulásához, de a jelenlegi beiratkozások előrevetítik egy esetleges bővítés szükségességét. A 2014-es tanévet az épületegyüttesben megfelelő, korszerűsített tantermekben és felújított udvarokban kezdhetik meg tanulóink. Arra viszont figyeljen mindenki, hogy már kettőször is előfordult, hogy kiesett egy-egy ablak!
Az iskola székhelye a Városi Sportcsarnok mellett helyezkedik el. A székhely épülete újonnan épített. Teljes felszereltsége megfelel a modern oktatási feltételeknek. Az iskola rendelkezik minden szaktanteremmel, a testnevelés oktatáshoz a Városi Sportcsarnok csarnokát és sportpályáját használjuk.

## Külföldi kapcsolatok
- Általános Iskola - Beilrode (Németország)
- Kós Károly Általános Iskola – Gyergyószentmiklós
- Zentai Emlékiskola – Zenta (Szerbia)
- Busko Zdroj (Lengyelország)
- Kocani (Macedónia)

Külföldi kapcsolataink folyamán tanulóink idegen nyelvi levelezést folytatnak. Évente cserelátogatáson vesznek részt, amikor közös programokat, közös alkotótáborokat szervezünk és adott témában projekt munkát készítenek.

## Nyilvánosság, személyesség
Az iskola honlapján az aktuális hírek és információk mellett tanulásban hasznosítható oktatási segédanyagok, iskolánk múltját idéző fotók és dokumentumok is megtalálhatók.

## Híres diákok
Iskolánkban eddig már rengeteg híres tanuló nőtt fel, de azt kérték, hogy nevüket ne írjuk le.

## Megközelítés

### Tömegközlekedéssel
- A H6-os HÉV-ről a József Attila-telep megállónál kell leszállni, ahonnan 25 perces sétára van az intézmény.
- Helyközi autóbusszal az iskola Csepel felől a 38-as és 238-as busszal, továbbá Lakihegy felől a 38-as, 238-as 279-es és 280-as busszal a Szebeni utca megállóhelyig utazva közelíthető meg. Ezek a járatok körbejárják Szigetszentmiklós belső részét.
- A város helyi járatai közül a 682-es (napi pár indulás) és a 683-as busszal közelíthető meg Bucka városrész felől a Szebeni utca megállóhelyig utazva.